# Sacrificio di Isacco (Tiziano)
Il Sacrificio di Isacco è un dipinto del pittore veneto Tiziano Vecellio realizzato circa nel 1542-1544 e conservato nella Basilica di Santa Maria della Salute a Venezia.

## Storia
Il dipinto, assieme ad altri, era originariamente collocato nella Chiesa dello Spirito Santo in Isola, che fu secolarizzata nel 1656, dopo fu trasferito nella basilica di Santa Maria della Salute.

## Descrizione
Il dipinto ha come argomento il racconto biblico del sacrificio di Isacco narrato nella Genesi (22,1-18). Dio mette alla prova Abramo dandogli ordine di uccidere il figlio. Lo scenario ha la prospettiva di guardare la scena dal basso all'alto. Isacco, figlio di Abramo è tenuto con la mano sinistra alla testa dal padre. Con la mano destra, Abramo, reca un'arma per uccidere il figlio. Un angelo dal cielo ferma Abramo all'uccisione del figlio.